# Karol II August Wittelsbach (Pfalz-Zweibrücken)
Karol August Wittelsbach (ur. 29 października 1746 w Düsseldorfie, zm. 1 kwietnia 1795 w Mannheim) – hrabia palatyn i książę Palatynatu-Birkenfeld od 1767 i Palatynatu-Zweibrücken od 1775.

## Życiorys
Najstarszy syn księcia Fryderyka Michała i Marii Franciszki. Miał czwórkę rodzeństwa m.in.: Amalię żonę króla Saksonii Fryderyka Augusta I Wettyna i Maksymiliana króla Bawarii. Wychowywał się we Francji, odebrał staranne wykształcenie pod okiem swojego stryja Christiana IV Wittelsbacha.
Chciał poślubić arcyksiężniczkę Marię Amalię Habsburg córkę cesarzowej Marii Teresy i cesarza Franciszka I. Jednak cesarzowa uznała Karola za zbyt słabą partię dla cesarskiej córki. Maria Amalia została wydana za księcia Parmy Ferdynanda I. Karol był od tej pory wrogiem Austrii. Po śmierci ojca został księciem Palatynatu-Birkenfeld. Zaś w 1775 roku po śmierci stryja Christiana IV Wittelsbach został księciem Palatynatu-Zweibrücken, jednocześnie został następcą elektora Palatynatu Reńskiego Karola IV Teodora Wittelsbacha. Brał udział w wojnie o sukcesję bawarską po stronie Prus. Jako spadkobierca Karola Teodora wysuwał roszczenia do terenów Bawarii. W wyniku pokoju cieszyńskiego Karol został następcą tronu elektoratu Bawarii. Zmarł cztery lata przed Karolem Teodorem, jego spadkobiercą został młodszy brat Maksymilian Józef.
W 1774 roku ożenił się z Marią Amelią Wettyn (1757-1831), córką Fryderyka Krystiana Wettyna elektora Saksonii i Marii Antoniny Wittelsbach. Mieli jednego syna, który zmarł w dzieciństwie.
W 1777 otrzymał od swojego wuja Karola IV Teodora Wittelsbacha prawa do tytułu Wielkiego Mistrza Orderu św. Michała.